# دوس بالوس (كاليفورنيا)
دوس بالوس (بالإنجليزية: Dos Palos )‏ هي إحدى مدن مقاطعة ميرسيد، كاليفورنيا. تم إعطاءها لقب مدينة في 24 مايو، 1935.

## التركيبة السكانية
حدّد مكتب تعداد الولايات المتحدة بيانات التركيبة السكانية لدوس بالوس في تعداد الولايات المتحدة. في ما يلي، التركيبة السكانية حسب تعدادي 2000 و2010.

### تعداد عام 2000
بلغ عدد سكان دوس بالوس 4,581 نسمة بحسب تعداد عام 2000، وبلغ عدد الأسر 1,424 أسرة وعدد العائلات 1,116 عائلة مقيمة في المدينة. في حين سجلت الكثافة السكانية 1,312.6 نسمة لكل كيلومتر مربع (3,399.6/ميل2). وبلغ عدد الوحدات السكنية 1,491 وحدة بمتوسط كثافة قدره 427.2 لكل كيلومتر مربع (1,106.4/ميل2).
وتوزع التركيب العرقي للمدينة بنسبة 65.16% من البيض و4.15% من الأمريكيين الأفارقة و1.38% من الأمريكيين الأصليين و0.61% من الأمريكيين ذوي الأصول الآسيوية و25.21% من الأعراق الأخرى و3.49% من عرقين مختلطين أو أكثر و54.18% من الهسبانيون أو اللاتينيون من أي عرق.
بلغ عدد الأسر 1,424 أسرة كانت نسبة 50.7% منها لديها أطفال تحت سن الثامنة عشر تعيش معهم، وبلغت نسبة الأزواج القاطنين مع بعضهم البعض 58.5% من أصل المجموع الكلي للأسر، ونسبة 14.7% من الأسر كان لديها معيلات من الإناث دون وجود شريك، بينما كانت نسبة 5.2% من الأسر لديها معيلون من الذكور دون وجود شريكة وكانت نسبة 21.6% من غير العائلات. تألفت نسبة 18.7% من أصل جميع الأسر من عدة أفراد يعيشون في نفس المنزل ونسبة 8.8% كانت تتألف من شخص يعيش بمفرده يبلغ من العمر 65 عاماً أو أكثر. وبلغ متوسط حجم الأسرة المعيشية 3.20، أما متوسط حجم العائلات فبلغ 3.63.
بلغ العمر الوسطي للسكان 30.3 عاماً. وكانت نسبة 34.9% من القاطنين تحت سن الثامنة عشر، وكانت نسبة 8.8% بين الثامنة عشر والرابعة والعشرين عاماً، ونسبة 26.8% كانت واقعةً في الفئة العمرية ما بين الخامسة والعشرين والرابعة والأربعين عاماً، ونسبة 18.9% كانت ما بين الخامسة والأربعين والرابعة والستين، ونسبة 10% كانت ضمن فئة الخامسة والستين عاماً فما فوق. يوجد لكل 100 أنثى 98.0 ذكر، ويوجد لكل 100 أنثى في الثامنة عشر من عمرها فما فوق 93.2 ذكر.
بلغ متوسط دخل الأسرة في المدينة 29,147 دولارًا، أما متوسط دخل العائلة فبلغ 35,906 دولارًا. وكان متوسط دخل الذكور 30,568 دولارًا مقابل 20,960 دولارًا للإناث. وسجل دخل الفرد الخاص بالمدينة 13,163 دولارًا. وكانت نسبة 19.1% من العائلات ونسبة 22.8% من السكان تحت خط الفقر، وكان من هؤلاء نسبة 31.9% تحت سن الثامنة عشر ونسبة 10.9% في الخامسة والستين من العمر وما فوق.

### تعداد عام 2010
بلغ عدد سكان دوس بالوس 4,950 نسمة بحسب تعداد عام 2010، وبلغ عدد الأسر 1,501 أسرة وعدد العائلات 1,178 عائلة مقيمة في المدينة. في حين سجلت الكثافة السكانية 1,418.3 نسمة لكل كيلومتر مربع (3,673.4/ميل2). وبلغ عدد الوحدات السكنية 1,700 وحدة بمتوسط كثافة قدره 487.1 لكل كيلومتر مربع (1,261.6/ميل2).
وتوزع التركيب العرقي للمدينة بنسبة 68.22% من البيض و3.37% من الأمريكيين الأفارقة و1.25% من الأمريكيين الأصليين و0.75% من الأمريكيين ذوي الأصول الآسيوية و0.08% من سكان جزر المحيط الهادئ و21.72% من الأعراق الأخرى و4.61% من عرقين مختلطين أو أكثر و62.12% من الهسبانيون أو اللاتينيون من أي عرق.
بلغ عدد الأسر 1,501 أسرة كانت نسبة 48.7% منها لديها أطفال تحت سن الثامنة عشر تعيش معهم، وبلغت نسبة الأزواج القاطنين مع بعضهم البعض 54.4% من أصل المجموع الكلي للأسر، ونسبة 15.5% من الأسر كان لديها معيلات من الإناث دون وجود شريك، بينما كانت نسبة 8.7% من الأسر لديها معيلون من الذكور دون وجود شريكة وكانت نسبة 21.5% من غير العائلات. تألفت نسبة 17.4% من أصل جميع الأسر من عدة أفراد يعيشون في نفس المنزل ونسبة 7.7% كانت تتألف من شخص يعيش بمفرده يبلغ من العمر 65 عاماً أو أكثر. وبلغ متوسط حجم الأسرة المعيشية 3.28، أما متوسط حجم العائلات فبلغ 3.69.
بلغ العمر الوسطي للسكان 31.3 عاماً. وكانت نسبة 31.7% من القاطنين تحت سن الثامنة عشر، وكانت نسبة 10.7% بين الثامنة عشر والرابعة والعشرين عاماً، ونسبة 24.2% كانت واقعةً في الفئة العمرية ما بين الخامسة والعشرين والرابعة والأربعين عاماً، ونسبة 22.5% كانت ما بين الخامسة والأربعين والرابعة والستين، ونسبة 10.8% كانت ضمن فئة الخامسة والستين عاماً فما فوق. وتوزع التركيب الجنسي للسكان بنسبة 49% ذكور و51% إناث.

## أعلام
- كودي مارتن